# Nectria verrucosa
Nectria verrucosa är en svampart som beskrevs av Massee 1901. Nectria verrucosa ingår i släktet Nectria och familjen Nectriaceae.   Inga underarter finns listade i Catalogue of Life.